# Estatueta de Padiiset
L'Estatueta de Padiiset o Estatueta de Pateese, també descrita com l'estàtua d'un visir usurpada per Padiiset, és una figureta de basalt trobada el 1894 al Delta del Nil que inclou una inscripció relativa al comerç entre Canaan i l'Antic Egipte durant el Tercer Període Intermedi. La va adquirir Henry Walters al 1928 i ara s'exposa al Walters Art Museum.
És la darrera referència egípcia coneguda a Canaan, més de 300 anys posterior a la inscripció anterior coneguda. La inscripció també esmenta Filistea (Peleset) com un lloc diferenciat, i s'ha vist en aquest esment una comprovació que els filisteus encara parlarien llavors filisteu, una llengua diferent de la resta de llengües canaanites.
La figureta és feta de basalt negre i fa 30,5 x 10,25 x 11 cm. Es va realitzar en el Regne Mitjà per a commemorar el govern d'un visir. Sembla que un mil·lenni més tard, la inscripció originària s'esborraria i es va reemplaçar amb les inscripcions de la part frontal i posteriors que representen «Pa-di-iset, fill d'Api» i honoren els déus Osiris, Horus i Isis.
Les inscripcions diuen:
| « | Ka d'Osiris: Pa-di-iset, el Just, fill d'Api. L'únic famós, l'imparcial enviat de Canaan cap a Peleset, Pa-di-iset, fill d'Api. | » |